# Льюис, Флекс
Джеймс «Флекс» Льюис (англ. James Lewis; 15 ноября 1983 года, Лланелли, Уэльс) — профессиональный культурист.

## Биография

### Ранние годы
Джеймс Льюис родился 15 ноября 1983 года в Лланелли, Уэльс. Джеймс старший из 3 братьев. Прозвище «Флекс» (переводится «гибкость») получил в возрасте 6 лет, когда играя в регби выделялся среди сверстников гибкостью и скоростью. Увлечение бодибилдингом началось у Льюиса в возрасте 12 лет, когда он нашёл у тети в шкафу книгу Тома Платца «Стиль бодибилдинга». Джеймс был потрясен ногами Тома и хотел иметь такие же, что и побудило его пойти в тренажерный зал. Другим его кумиром был Арнольд Шварценеггер.
Однажды, Джеймс обнаружил в сарае своего отца гантели, покрытые пластиком и старую штангу. Его родители не одобряли занятия с утяжелением, полагая, что это может причинить вред молодому организму мальчика. Ему приходилось прятать гантели под кроватью и заниматься только ночью, когда родители ложились спать.
В возрасте 15 лет он впервые попал в тренажерный зал. Там он познакомился с «Мистером Уэльс» Стивом Нейлором, который увидел в нём потенциал и предложил выступить в соревнованиях по бодибилдингу.

### Карьера
Под руководством Стива Нейлора Флекс в возрасте 19 лет выиграл свой первый титул. На том же турнире Флекс встретился с Нейлом Хиллом, профессионалом IFBB. Нейл предложил ему свою помощь в качестве персонального тренера и рассказал о своей разработке — программе тренировок Y3T. Занимаясь по этой программе под руководством Нейла, всего через 4 недели он выступил и победил в турнире «Мистер Британия».
После успешного выступления Льюис был приглашен в США, где тренировался в залах «Gold’s Venice» и «Kolosseum GYM». Являясь 3-кратным «Мистер Олимпия» в категории до 212 фунтов Флекс Льюис удостоен звания «Лучшее телосложение мира в категории до 212 фунтов».
В феврале 2020 года было объявлено о том, что Льюис получил специальное приглашение для участия в Мистер Олимпия 2020 в открытой категории.

## Достижения
| Название турнира            | Результат                          |
| Мистер Олимпия 2018         | 1 в категории −212 lb (до 96 кг)   |
| --------------------------- | ---------------------------------- |
| Мистер Олимпия 2017         | 1 в категории −212 lb (до 96 кг)   |
| Мистер Олимпия 2016         | 1 в категории −212 lb (до 96 кг)   |
| Мистер Олимпия 2015         | 1 в категории −212 lb (до 96 кг)   |
| Сан-Марино Про 2014         | 1 в категории −212 lb (до 96 кг)   |
| Прага Про 2014              | 1 в категории −212 lb (до 96 кг)   |
| Гран При Корея 212 2014     | 1 в категории −212 lb (до 96 кг)   |
| Мистер Олимпия 2014         | 1 в категории −212 lb (до 96 кг)   |
| Арнольд Классик 2014        | 1 в категории −212 lb (до 96 кг)   |
| Прага Про 2013              | 1 в категории −212 lb (до 96 кг)   |
| Мистер Олимпия 2013         | 1 в категории −212 lb (до 96 кг)   |
| Прага Про 2012              | 1 в категории −212 lb (до 96 кг)   |
| Гран При Англия 2012        | 1 в категории −212 lb (до 96 кг)   |
| Мистер Олимпия 2012         | 1 в категории −212 lb (до 96 кг)   |
| Арнольд Классик Европа 2011 | 5                                  |
| Мистер Олимпия 2011         | 2 в категории −202 lb (до 91,7 кг) |
| Нью-Йорк Про 2011           | 2 в категории −202 lb (до 91,7 кг) |
| Мистер Европа Про 2011      | 3                                  |
| Гран При Англия 2011        | 1 в категории −202 lb (до 91,7 кг) |
| Мистер Олимпия 2009         | 5 в категории −202 lb (до 91,7 кг) |
| Атлантик-Сити Про 2009      | 1 в категории −202 lb (до 91,7 кг) |
| Мистер Олимпия 2008         | 3 в категории −202 lb (до 91,7 кг) |
| Европа Супершоу 2008        | 7                                  |
| Европа Супершоу 2008        | 1 в категории −202 lb (до 91,7 кг) |
| Тампа Бей Про 2008          | 7                                  |
| Тампа Бей Про 2008          | 2 в категории −202 lb (до 91,7 кг) |